# Lord Boreal
Lord Carlo Boreal eller Sir Charles Latrom er en fiktiv karakter i Philip Pullmans trilogi om Det gyldne kompas. Sir Charles, som han bliver kaldt i Wills verden, har en mindre rolle i trilogiens første bog Det gyldne kompas og er den ledende antagonist i Skyggernes kniv. Han er en gammel englænder i 60'erne. Han går normalt i blege habitter og dufter meget sødligt. 
Lord Boreal ses første gang i Lyras verden, ved Mrs. Coulters cocktailparty. Han snakker kun kort med Lyra. Han bliver også nævnt lige inden Lord Asriel krydser broen til Cittágazze, som værende Mrs. Coulters elsker. 
Man hører ellers ikke noget om Lord Boreal, indtil Skyggernes kniv. Mens Lyra udforsker et museum i Wills verden og ser på skulpturer, kigger han stille på hende. Han går derefter hen til hende og Lyra synes, det er en gammel venlig mand, der spørger hende om skulpturerne. Lyra genkender ham (hun snakkede jo med ham til cocktailpartyet), men kan ikke rigtig placere ham. Han spørger til hendes navn og hun svarer: "Lizzie". Han giver hende sit kort og siger, at hun bare kan komme til ham, hvis hun vil vide noget om skulpturerne. 
Senere da Lyra bliver jagtet af mænd, der vil have John Parrys notater, kommer han i en limousine og tilbyder hende et lift og tager hende med til Summertown. Han rækker hende hendes rygsæk, men hun opdager senere, at han har stjålet hendes alethiometer. Lyra og Will finder ud af at hans navn i Wills verden er Sir Charles Latrom. De går hen til hans hjem, hvor Will uheldigvis kommer til at afsløre Lyras rigtige navn for ham. Will ser en slange inde ved Sir Charles og gætter, rigtigt nok, at det er hans daimon. Lord Boreal (Sir Charles) fortæller dem, hvis de kan hente "Skyggernes kniv" til ham fra Cittágazze, vil de få alethiometret tilbage.  
Efter at have hentet kniven, forsøger Lyra og Will at stjæle alethiometret tilbage. Ved hjælp af kniven, skærer Will et hul ind til Sir Charles' hus, mens Lyra holder vagt udenfor og ser Mrs. Coulter ankomme til huset. Will lytter til en samtale mellem Mrs. Coulter og Lord Boreal og stjæler derefter alethiometret tilbage. Lyra og Will undslipper, mens Lord Boreal skyder efter dem, uvidende om hvem de virkelig er. 
Næste gang Lord Boreal er med, er på Mary Malones kontor. Han fortæller hende og Dr. Payne, at han vil finasere deres studier yderligere og forhindre at de skal lukke ned, hvis de specielt vil eksperimentere under hans tilladelse. Dr. Malone kan dog se hans bedrag. 
Senere sidder Lord Boreal og taler med Mrs. Coulter i et telt i bjergene i Cittágazze. Mrs. Coulter har puttet en pille i hans drink og hun får ham til at fortælle om "Skyggernes kniv". Han dør kort tid efter at have drukket den forgiftede drink. Alt dette bliver set af heksen, Lena Feldt, som bliver opdaget af Mrs. Coulter og tortueret indtil hun fortæller Mrs. Coulter Lyras sande navn: Eva, mor til alle. 
Boreals døde krop bliver senere opdaget af Will i teltet i Ravkikkerten. Det skal også bemærkes at hans navn "Latrom" er "mortal" (da: "dødelig") stavet bagfra. Om dette har en betydning for historien er ukendt. 